# Канадский почтовый музей
Кана́дский почто́вый музе́й (англ. Canadian Postal Museum (CPM), фр. Musée canadien de la poste (MCP)) размещается в Канадском музее цивилизации в Гатино провинции Квебек (Канада). Он считается одним из крупнейших почтовых музеев мира, занимая второе место по числу посетителей в год.

## Экспозиция
Центральное место в музее занимают отнюдь не почтовые марки, хотя он и располагает первоклассной коллекцией, насчитывающей десятки тысяч знаков почтовой оплаты. Прежде всего в музее освещена общая история почтового наследия Канады, в том числе — социально-экономическая роль почтовой связи в истории страны. В музее также раскрывается международная тематика, связанная с почтой.
В коллекциях почтового музея есть письменный стол, принадлежавший Сэндфорду Флемингу, художнику первой почтовой марки Канады, канадские и иностранные почтовые ящики и образцы формы почтовых служащих, почтовые сумки и сельские почтовые ящики, вывески почтовых отделений и письмосортировочная техника.
В музее есть постоянная экспозиция, которую дополняют временные или специальные экспозиции.
Заметное место в экспозиции занимает Национальная коллекция почтовых марок, в которой представлены все почтовые марки, когда-либо выпущенные в Канаде.
Кроме указанных публичных экспозиций, в задачи музея входит коллекционирование, хранение и описание материальных объектов, относящихся к истории почты Канады.

## История
Канадский почтовый музей был учреждён в 1971 году и открылся в 1974 году под названием Национальный почтовый музей (англ. National Postal Museum). Он был объединён с Канадским музеем цивилизации в 1988 году, обрёл своё нынешнее название в 1996 году и переехал на постоянное место в музее цивилизации в 1997 году.

## Подчинение
Почтовым музеем управляет корпорация «Канадский музей цивилизации» (англ. Canadian Museum of Civilization Corporation), федеральная государственная корпорация (англ. Crown Corporation), которая также отвечает за Канадский музей цивилизации, Канадский военный музей (Canadian War Museum), Канадский детский музей (Canadian Children’s Museum) и Виртуальный музей Новой Франции.

## Членство в организациях
Музей состоит в следующих организациях:
- Канадской ассоциации музеев (Canadian Museums Association),
- Информационной сети наследия Канады (Canadian Heritage Information Network) и
- Виртуальном музее Канады (Virtual Museum of Canada).

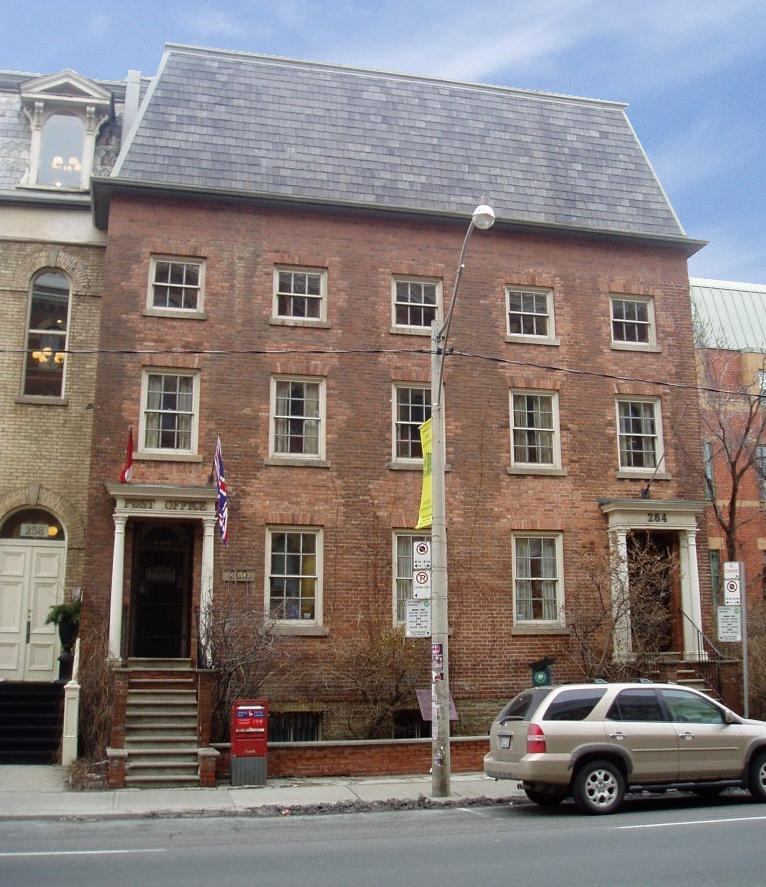
Музей канадской почтовой службы в здании почтового отделения в Торонто

## Прочее
В Торонто также имеется музей канадской почтовой службы (museum of Canadian postal services). Он находится на Аделаида-стрит, в здании почтового отделения (First Toronto Post Office), основанного в 1834 году, во времена, когда Торонто (тогда Йорк) был столицей Верхней Канады. Почтовое отделение здесь продолжает ещё работать.
Ещё одна экспозиция по истории канадской почты располагается в здании старого почтового отделения при Музее Оквилла (Oakville Museum), провинция Онтарио.